# Джанет Скеслин Чарлс
Джанет Скеслин Чарлс (на английски: Janet Skeslien Charles) е американска писателка на произведения в жанра исторически роман.

## Биография и творчество
Джанет Скеслин Чарлс е родена на 5 август 1971 г. в Конрад, Монтана, САЩ. Получава дипломи по английски, френски и руски език от университета на Монтана. След дипломирането си през 1999 г. се премества в Париж, където работи като учител по английски език, след което се премества на работа в Американската библиотека като програмен мениджър. В Париж инициира семинар за срещи с автори в книжарница „Шекспир и Компания“. После в продължение на две години тя живее в Одеса и преподава английски език като част от програма на Фондация „Сорос“. Това преживяване я вдъхновява за написването на първия ѝ роман. В периода 2013 – 2019 г. преподава творческо писане в Екол политекник.
Първият ѝ роман „Лунна светлина в Одеса“ е издаден през 2009 г. Романът, чрез живота и дейността на главната героиня Дария, безработна, но с инженерна диплома и перфектен английски, представя трагико-комичен поглед върху процъфтяващия пазар за булки, поръчани по имейл, от Украйна за САЩ. Романът е преведен на дванадесет езика по света.
През 2020 г. е издаден романът ѝ „Парижката библиотека“, за който ползва опита и познанията си за Американската библиотека в Париж, и е вдъхновена от истинската история и ролята на библиотекарите Дороти Ридър и Хилда Фрикарт по време на Втората световна война. В историята, след окупацията на Париж от нацистите, главната героиня Одил Суше се включва в тайната дейност на Съпротивата чрез книгите – стотици томове се опаковат, за да бъдат изпратени на фронта, десетки други намират своя таен път до еврейските читатели, а библиотеката се събира малка групичка влюбени в литературата. След войната обаче предателство я преследва години наред. Романът става бестселър в списъка на „Ню Йорк Таймс“ и е преведен е на 35 езика по света.
Джанет Скеслин Чарлс живее със семейството си в Париж и Монтана.

## Произведения

### Самостоятелни романи
- Moonlight in Odessa (2009)[1][2][3]
- The Paris Library (2020)
Парижката библиотека, изд.: „Софтпрес“, София (2021), прев. Габриела Кожухаров
- The Librarians of Rue de Picardie (2024)
- Miss Morgan's Book Brigade (2024)